# Gold in your mind, gold in your feet
Gold in your mind, gold in your feet is een kunstwerk in Amsterdam-West.
Het beeld van kunstenaar Mirjam Janse is een geschenk van de kunstenaar aan Stadsdeel Westerpark. Dat stadsdeel zat zonder geld, waardoor de kunstenaar het beeld zelf moest financieren; het stadsdeel faciliteerde alleen de plaats. Het werd geplaatst in het Westerpark en werd enigszins verhoogd geplaatst. Janse over het beeld (terug te vinden op het stadsdeelbordje): "Een meisje staat op haar hoofd en haar voeten en vormt zo een boog. Zij maakt een brug tussen het hebben van gouden gedachten met het doen van goede daden. Het beeld gaat over daadkracht, over jezelf tonen, krachtig zijn door je kwetsbaar op te stellen".
De handen en "gedachten" zijn van origine goudkleurig.
Het beeld werd begeleid door een boekje (oplage 300 stuks) getiteld Het meisje met de gouden haren, dat Janse zelf uitgaf bij privé-uitgeverij Nestor. Ze omschreef volgens Het Parool van 2024 daarin hoe stroef de samenwerking tussen overheid, bedrijfsleven en kunstnaar liep, maar tegelijkertijd blij dat het resulteerde in dit beeld en dat boekje.

De dichteres Everdina Eilander liet zich door het beeld inspireren voor een van haar gedichten.

## Galerij

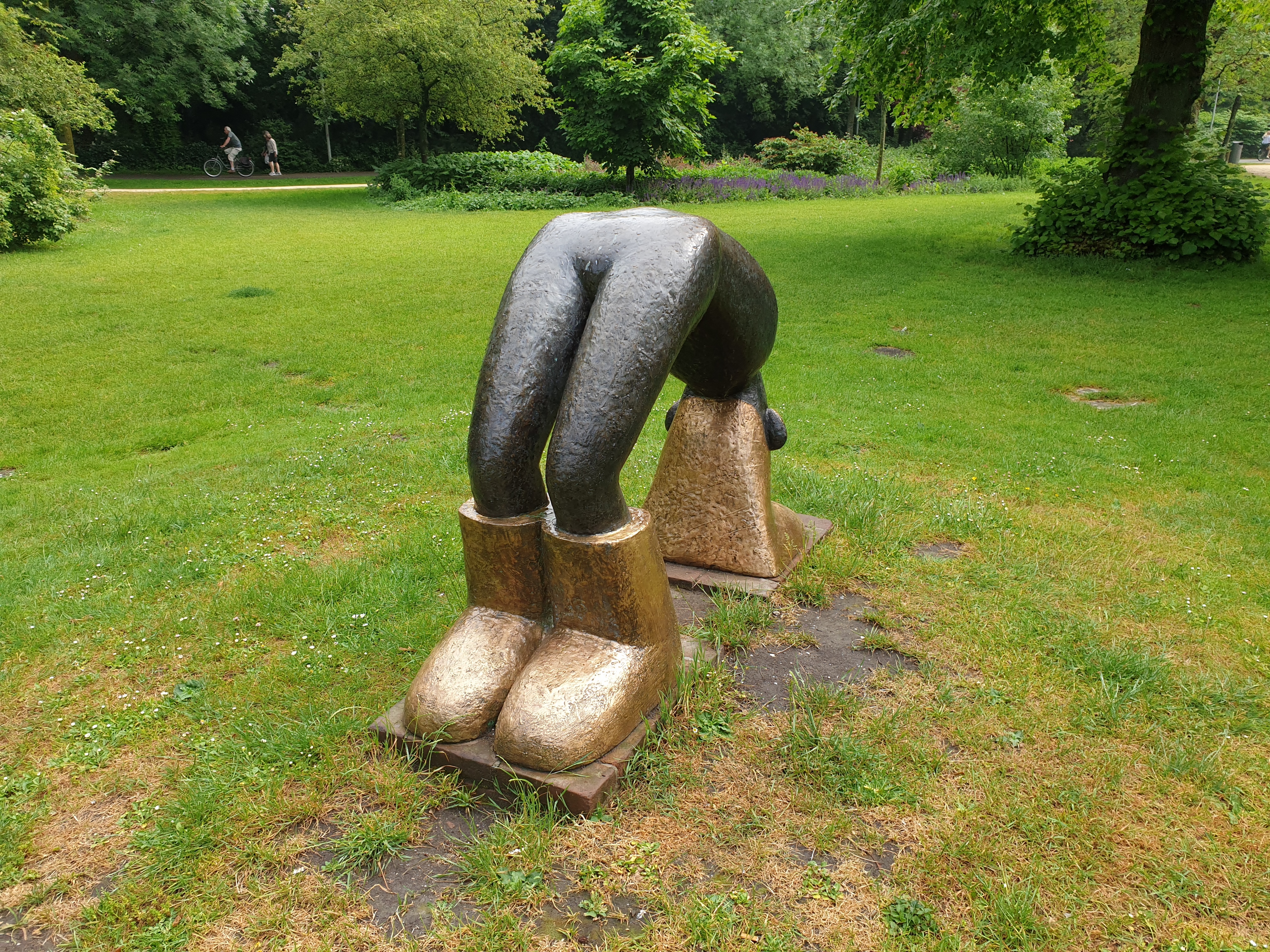
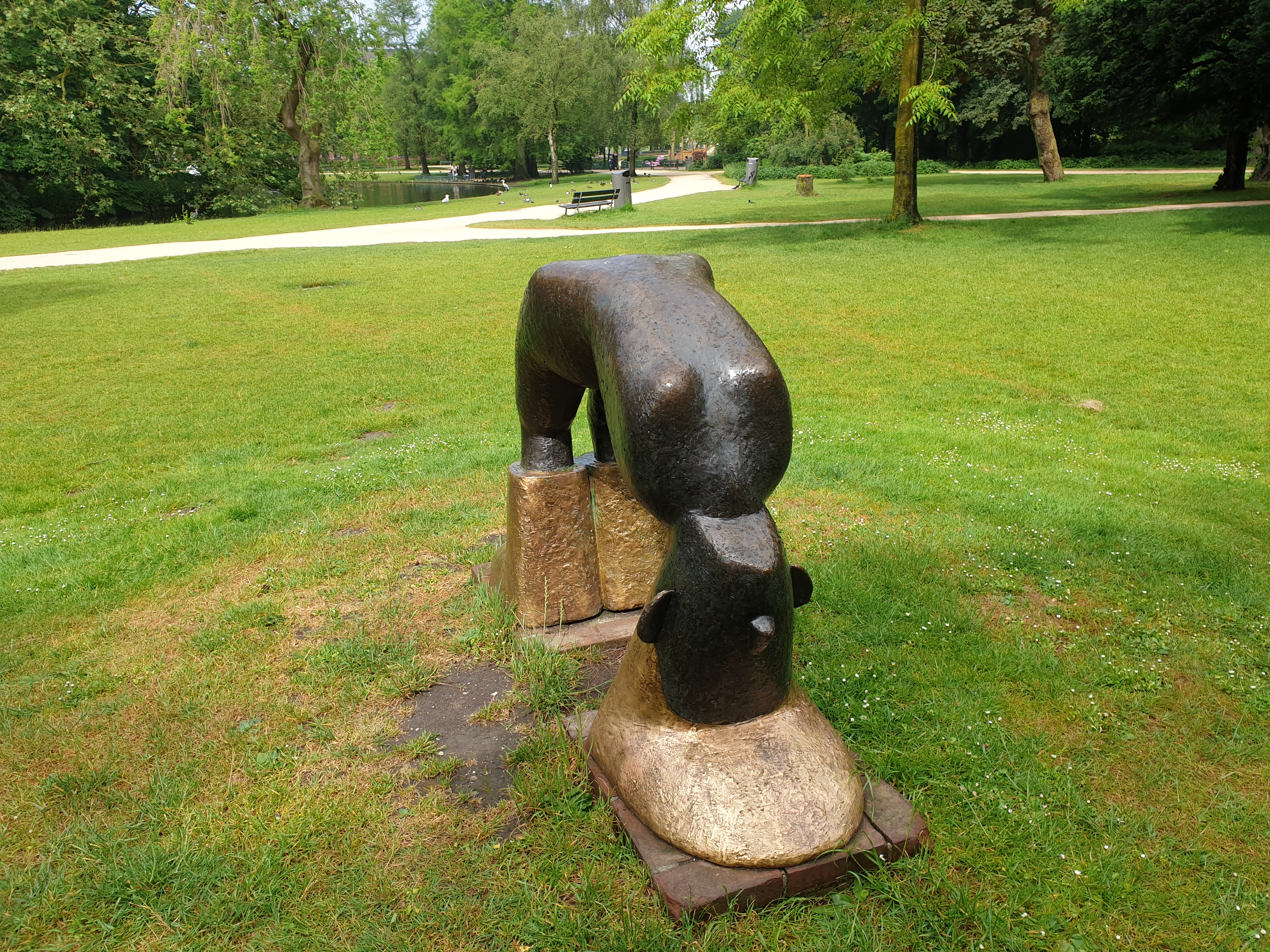